# Alpes Bielleses
Los Alpes Bielleses (en italiano, Alpi Biellesi, llamados también Prealpi Biellesi), son un supergrupo de los Alpes Peninos. 
Constituyen la parte suroeste de los Alpes Peninos. Se encuentran entre el Piamonte y el Valle de Aosta.

## Delimitación
Lindan:
- al norte con los Alpes del Monte Rosa (en la misma sección alpina) y separados por el Valle del Lys, del Sorba y el río Sesia;
- al este con los Alpes Cusianos y separados por el río Sesia;
- al sur con la Llanura padana;
- al suroeste con los Alpes Grayos y separados por el río Dora Baltea.

Girando en sentido de las agujas del reloj, los límites geográficos son: el puerto del Loo, el río Sorba, Piode, el río Sesia, la Llanura Padana (línea Gattinara-Ivrea), el río Dora Baltea, Pont-Saint-Martin, el río Lys, el río Loo, el puerto del Loo.

## Subdivisión

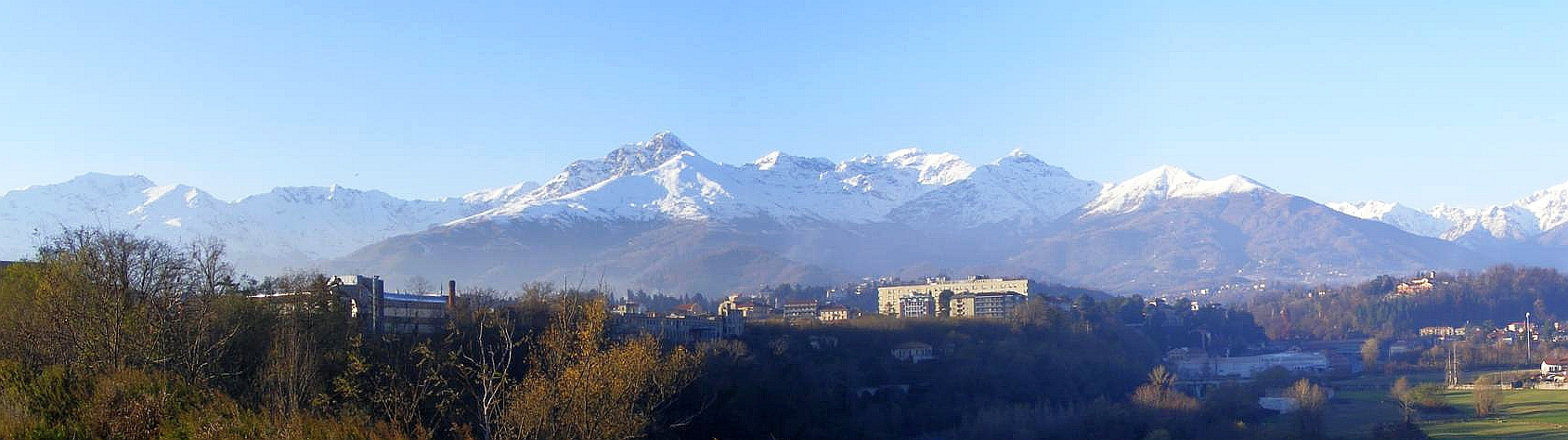
La cadena Tre Vescovi-Mars.

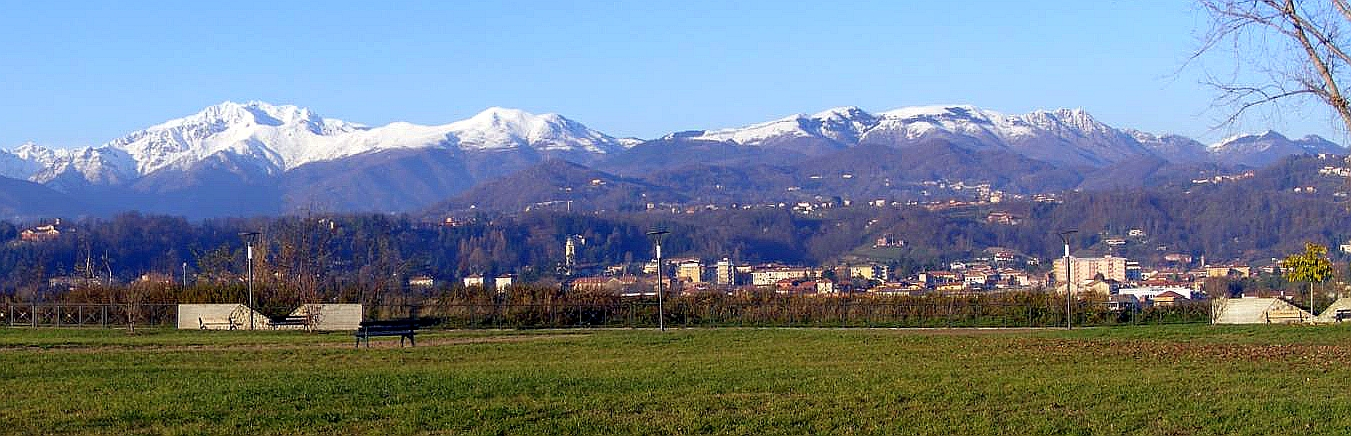
La cadena Monte Bo-Barone.

Según la definición de la SOIUSA los Alpes Bielleses son un supergrupo, separados por el puerto de la Bocchetta del Croso (1.943 m) y con la siguiente clasificación:
- Gran parte = Alpes occidentales
- Gran sector = Alpes del noroeste
- Sección = Alpes Peninos
- Subsección = Alpes Bielleses y Cusianos
- supergrupo = Alpes Bielleses
- Código = I/B-9.IV-A

Según la SOIUSA los Alpes Bielleses se subdividen en dos grupos y dos subgrupos:
- Cadena Tre Vescovi - Mars (A.1)
- Cadena Monte Bo-Barone (A.2)
  - Costiera Talamone-Barone (A.2.a)
  - Costiera Monte Bo-Cravile-Monticchio (A.2.b)

## Cimas principales
Entre las cimas comprendidas en los Alpes Bielleses se pueden mencionar las siguientes montañas:
- Monte Mars - 2.600 m
- Mont de Pianeritz - 2.584 m[3]
- Punta Lazoney - 2.579 m[3]
- Monte Cresto - 2.548 m
- Monte Bo - 2.556 m
- Punta Tre Vescovi - 2.501 m
- Monte I Gemelli - 2.476 m
- Monte Camino - 2.391 m
- Monte Tovo - 2.230 m
- Monte Mucrone - 2.335 m